# Frank Iero
Frank Anthony Iero, född 31 oktober 1981 i Belleville, New Jersey, är en amerikansk kompgitarrist och back-up sångare i alternativ rock-bandet My Chemical Romance. Han har tidigare varit medlem i grupperna Pencey Prep, Hybrid, Sector 12 och I am a Graveyard. 
Vid sidan av My Chemical Romance är Iero frontman i Leathermouth som släppte sitt debutalbum XO i januari 2009 på Epitaph Records. Han startade design- och publiceringsföretaget Skeleton Crew med sin fru.

## Tidigt liv
Ieros föräldrar skilde sig när han var liten och han växte upp med sin mor, som lånade ut sin källare till sonens många bandövningar. Hans far och farfar var musiker och båda var stora influenser för Iero när han var liten. Hans far uppmanade honom att spela trummor, men Iero började senare spela gitarr.
Som tonåring gick han på Queen of Peace High School i North Arlington. Han gick på Rutgers University på stipendium men hoppade av för att åka på turné med My Chemical Romance. 

## Karriär
Frank Iero började spela i lokala band i New Jersey när han var 11 år. Innan han gick med i My Chemical Romance var han frontman i punkbandet Pencey Prep. Bandet släppte ett album, Heartbreak in Stereo, på Eyeball Records innan det upplöstes. Medan han spelade i Pencey Prep, blev han god vän med Gerard Way och de andra My Chemical Romance-medlemmarna. Han blev ett fan av deras demo och hjälpte dem med att få sina första spelningar. Efter att hans band upplösts, spelade han i flera band innan han blev erbjuden platsen som kompgitarrist i My Chemical Romance.
Den 7 december 2010 lämnade Iero skivbolaget Skeleton Crew, som han och hans fru var medgrundare till, för att koncentrera sig på sin familj och sin musik med My Chemical Romance. Han sade att även om han hade älskat att fortsätta med det, kunde han inte kombinera sin karriär med bandet, att vara far till de nyfödda tvillingarna och vara med i att driva Skeleton Crew samtidigt.

## Diskografi

### Solo
Album
- For Jamia (2012)
- Stomachaches (2014) (som frnkiero and the cellabration)
- Parachutes (2016) (som Frank Iero and the Patience)
- Barriers (2019) (som Frank Iero and the Future Violents)

EPs
- Keep The Coffins Coming (2017) (som Frank Iero and the Patience)
- Heaven Is a Place, This Is a Place (2021) (som Frank Iero and the Future Violents)

Singlar
- "This Song Is a Curse" (2012)
- "B.F.F." (2014)

### Pencey Prep
- Heartbreak in Stereo (Eyeball Records) – 26 november 2001

### My Chemical Romance
| År                                                | Album detaljer | List placeringar | List placeringar | List placeringar | List placeringar | List placeringar | List placeringar | List placeringar | List placeringar | List placeringar | List placeringar | List placeringar | Certifikat |
| År                                                | Album detaljer | US               | AUS              | ÖST              | KAN              | TYS              | IRL              | JPN              | MEX              | NZL              | SVE              | UK               | Certifikat |
| ------------------------------------------------- | --- | ---------------- | ---------------- | ---------------- | ---------------- | ---------------- | ---------------- | ---------------- | ---------------- | ---------------- | ---------------- | ---------------- | --- |
| 2002                                              | I Brought You My Bullets, You Brought Me Your Love - Utgivningsdag: 23 juli 2002 - Skivbolag: Eyeball Records - Format: CD, CS, DD, Enhanced CD, LP | —                | —                | —                | —                | —                | —                | 250              | —                | —                | —                | 129              | UK: Guld |
| 2004                                              | Three Cheers for Sweet Revenge - Utgiven: 8 juni 2004 - Skivbolag: Reprise Records - Format: CD, CD+DVD, CS, DD, LP                                 | 28               | 38               | 73               | —                | 57               | 36               | 73               | —                | 30               | —                | 34               | - ARG: Guld - AUS: Guld - CAN: Platina - MEX: Guld - NZL: Guld - UK: Platina - US: Platina                                       |
| 2006                                              | The Black Parade - Utgiven: 23 oktober 2006 - Skivbolag: Reprise Records - Format: CD, CS, DD, Enhanced CD, 2×LP                                    | 2                | 3                | 4                | 2                | 11               | 5                | 10               | 35               | 1                | 4                | 2                | - ARG: Guld AUS: Platinum - CAN: Platina - IRL: Platina - JPN: Platina - MEX: Guld - NZL: Platina - UK: 2× Platina - US: Platina |
| 2010                                              | Danger Days: The True Lives of the Fabulous Killjoys - Utgiven: 22 november 2010 - Skivbolag: Reprise Records - Format: CD, DD                      | 8                | 10               | 15               | 13               | 18               | 14               | 8                | —                | 4                | —                | 14               | |
| "—" betecknar en utgivning som inte placerade sig | |                  |                  |                  |                  |                  |                  |                  |                  |                  |                  |                  | |

### Leathermouth
- XO (Epitaph Records) – 27 januari 2009

### Reggie and the Full Effect
- No Country for Old Musicians (2013)

### Death Spells
- Nothing Above, Nothing Below (2016)